# セイントイライアス山地

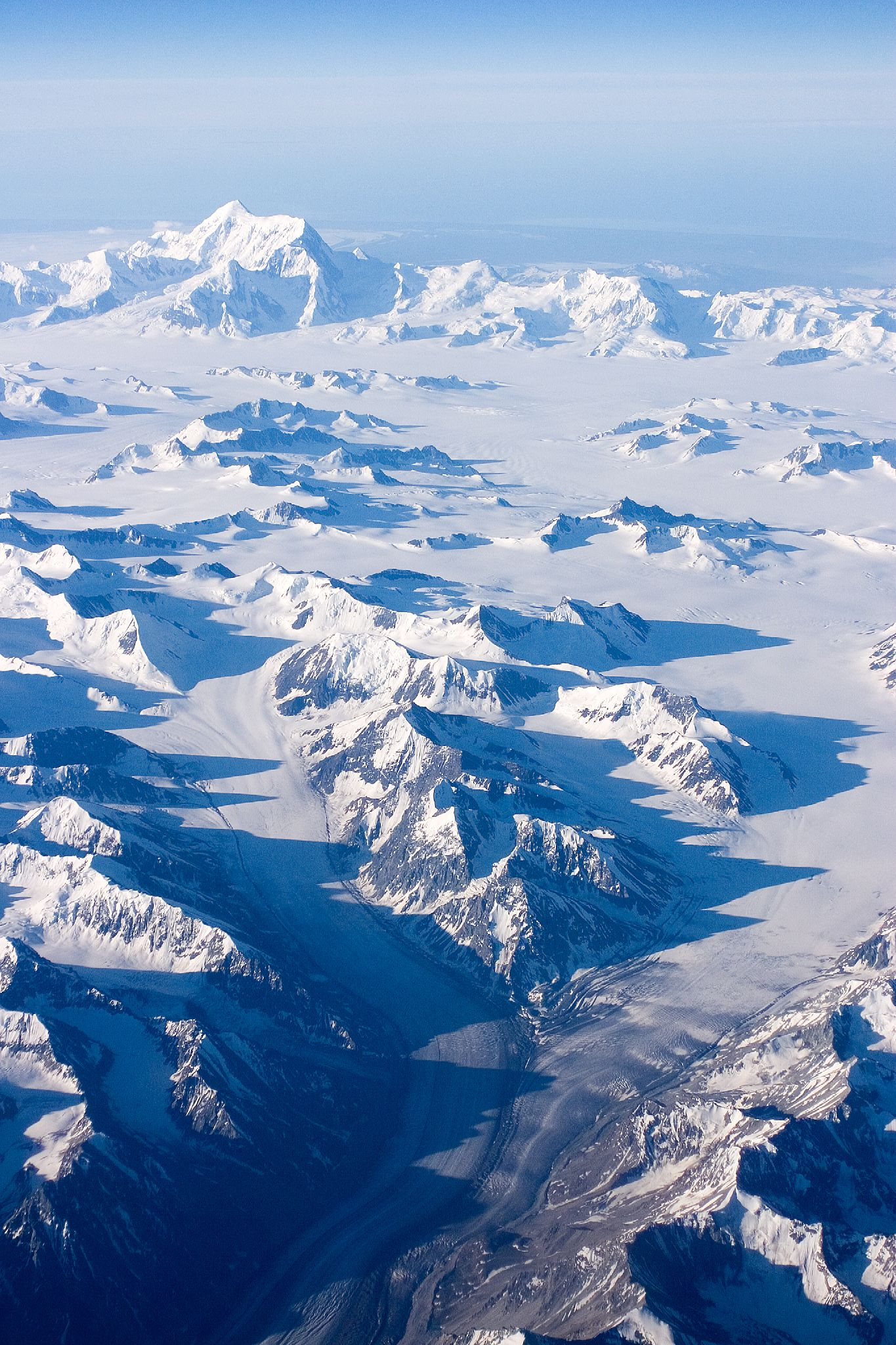
高度約11kmから見たセイントイライアス山脈

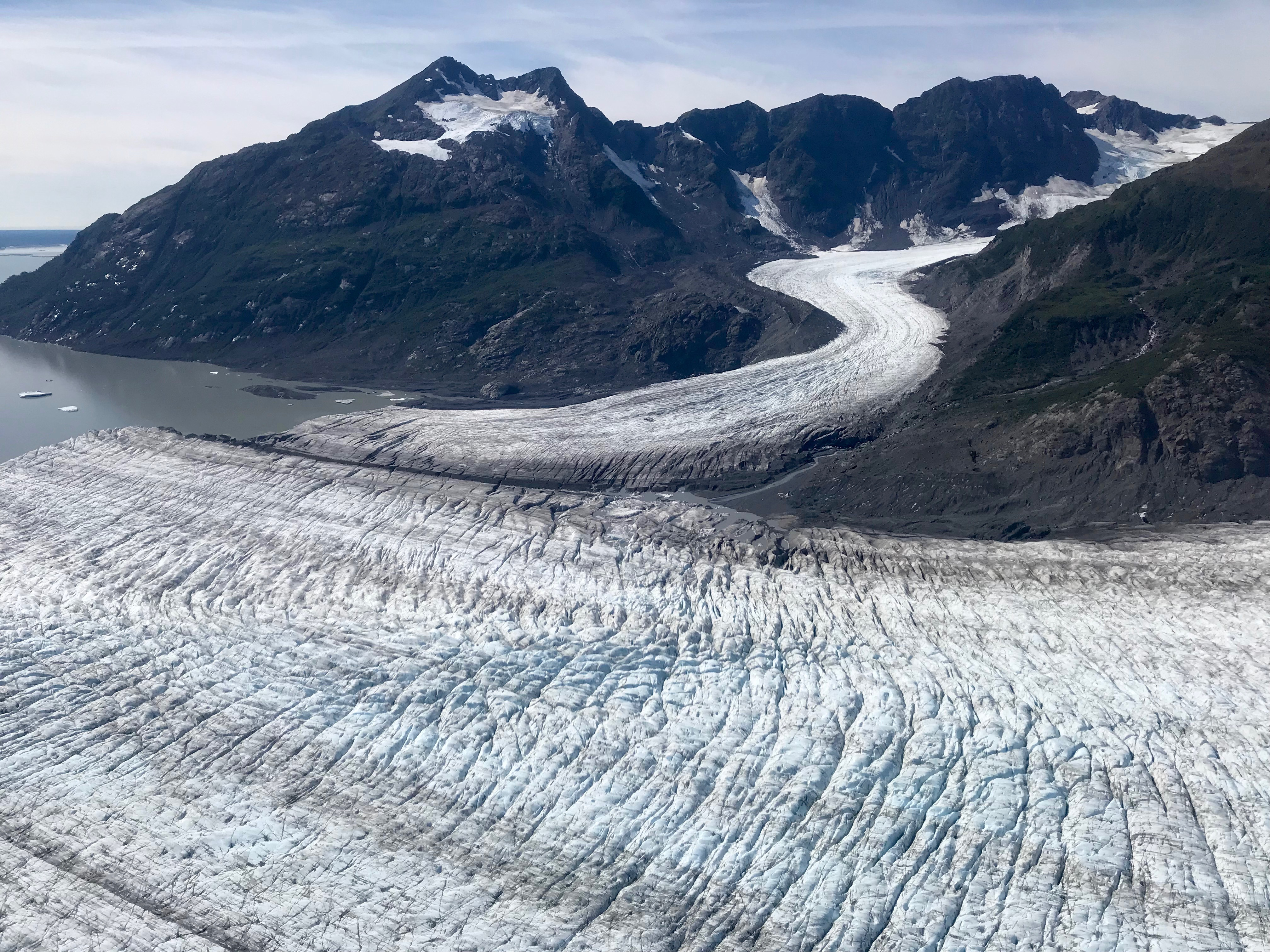
ヤクタット氷河原（2018年）

セイントイライアス山脈から海へ流れくるマラスピナ氷河

セイントイライアス山地、別名：セイントイライアス山脈（Saint Elias Mountains）とは、北アメリカ大陸の北西部に存在する連山の1つである。なお、この山地はカナダとアメリカ合衆国の国境をまたいで存在しており、行政区分では、カナダのユーコン準州の南西隅および、同じくカナダのブリティッシュコロンビア州の北西隅および、アメリカ合衆国のアラスカ州に属する。ちなみに、この山地も含めた一帯は、1979年からはUNESCOの世界遺産「クルエーン/ランゲル＝セント・イライアス/グレイシャー・ベイ/タッチェンシニー＝アルセク」（1979-1994）に登録されていて、カナダやアメリカ合衆国からも国立公園に指定されている。

## 概要
セイントイライアス山地には、例えばボナ山のように火山活動によって形成された山も存在するものの、セイントイライアス山地の大部分は火山活動と無関係に形成されたことが知られている。これに対して、セイントイライアス山地のすぐそばに存在するランゲル山地は、そのほとんど全てが火山活動によって形成されたと言っても過言ではない。この意味で両山地は対照的である。セイントイライアス山地の成因は、現在までの1000万年の間、太平洋プレートが北アメリカプレートの下に潜り込みながら、北アメリカプレートを押し続けていることにあるとされている。そして、これが氷河によって侵食されたことで現在の形になったと考えられている

。
なお、このように最近のプレートテクトニクスによって形成された山地であることもあって、この地域には活断層も見られる。例えば、セイントイライアス山地の西側には、現在も活動中のトランスフォーム断層である、クイーンシャーロット断層（Queen Charlotte Fault）の一部に当たる、フェアウェザー断層（Fairweather Fault）が存在している。
セイントイライアス山脈は、デンマーク生まれのロシア人探検家ヴィトゥス・ベーリングが1741年に命名したセイントイライアス山にちなんで名付けられた。
セイントイライアス山脈には、最高峰ローガン山（標高：5,959m）、次に高いセイントイライアス山（5,489）、ルカニア山（5,226m）などがある。山脈中には、ハバード氷河、マラスピナ氷河、またランゲル・セントイライアス国立公園がある。

## 主な山
以下は、セイントイライアス山地を構成する主な山のリストである。なお、特に断りがない場合、カナダの山はユーコン準州に属しており、アメリカ合衆国の山はアラスカ州に属している。
- ローガン山（Mt. Logan） - 標高5959m。セイントイライアス山地の最高峰。かつ、カナダ国内の最高峰でもある。
- セイントイライアス山（Mt. Saint Elias） - 標高5489m。セイントイライアス山地で2番目に標高の高い山である。またこの山はカナダとアメリカ合衆国との国境となっている関係で、カナダ国内でも2番目に高い山であり、アメリカ合衆国内でも2番目に高い山に当たる。なお、アメリカ合衆国内の最高峰はデナリ（標高6194m）である。
- ルカニア山（Mt. Lucania） - 標高5226m。カナダ国内で3番目に高い山。
- スティール山（Mt. Steele） - 標高5073m。カナダの山。
- ボナ山（Mt. Bona） - 標高5005m。アメリカ合衆国の山。
- ウッド山（Mt. Wood） - 標高4842m。カナダの山。
- バンクーバー山（Mt. Vancouver） - 標高4812m。カナダとアメリカ合衆国にまたがっている山。なお、バンクーバー（Vancouver）はカナダのブリティッシュコロンビア州の港町であるものの、このバンクーバー山のカナダ側はユーコン準州に属している。
- チャーチル山（Mt. Churchill） - 標高4766m。アメリカ合衆国の山。
- スラグガード山（Mt. Slaggard） - 標高4742m。カナダの山。
- マッコーレイ山（Mt. Macaulay） - 標高4690m。カナダの山。なお、片仮名表記ではマッコーレー山と書かれる場合もある。
- フェアウェザー山（Mt. Fairweather） - 標高4671m。カナダ連邦とアメリカ合衆国にまたがっている山。なお、セイントイライアス山地の南端部付近に位置する山であり、セイントイライアス山地を構成する山の中では唯一カナダのブリティッシュコロンビア州に属する山である。ちなみに、この山とこの付近の山々は、俗にフェアウェザー連山（Fairweather Range）と呼ばれている。
- ハブバード山（Mt. Hubbard） - 標高4577m。カナダの山。
- ベア山（Mt. Bear） - 標高4520m。アメリカ合衆国の山。
- ウォルシュ山（Mt. Walsh） - 標高4507m。カナダの山。
- アルバーストーン山（Mt. Alverstone） - 標高4439m。カナダとアメリカ合衆国にまたがっている山。
- オーガスタ山（Mt. Augusta） - 標高4289m。カナダとアメリカ合衆国にまたがっている山。
- ケネディー山（Mt. Kennedy） - 標高4250m。ただし、標高4300mであるとする資料も。カナダの山。
- クック山（Mt. Cook） - 標高4196m。カナダとアメリカ合衆国にまたがっている山。

## 山地が周辺地域の気候に与える影響
セイントイライアス山地の周辺には、別な山地が存在している。ところで、この山地はアラスカの太平洋に近い場所に位置している。そして、この付近の沖合いには暖流であるアラスカ海流が流れている。アラスカ海流は、その元をたどると、北太平洋海流、さらにその元をたどると黒潮と名前が変わる。これらの暖流の影響で、赤道方向からの熱が輸送されてきているために、この付近の太平洋沿岸部は西岸海洋性気候（温帯）となっていて、高緯度の割りに比較的温暖な気候である。しかし、このセイントイライアス山地を含めた周辺の山地群が、アラスカ海流によってもたらされる太平洋からの温かく湿った空気が、山地群よりも内陸へ入るのを妨げている。このため、山地よりも内陸側は冷帯や寒帯となっていて、特に冬期間の気温は低く、北アメリカ大陸でも特に気温の低い地域となっていることが知られている。このように、セイントイライアス山地を含めた山地群は、周辺地域の気候に影響を与えている。